# Бањ
Бањ је насељено место у саставу општине Пашман, у Задарској жупанији, Република Хрватска.

## Географија
Насеље се налази на острву Пашману.

## Историја
До територијалне реорганизације у Хрватској налазио се у саставу старе општине Биоград на Мору.

## Становништво
На попису становништва 2011. године, Бањ је имао 193 становника.

## Попис1991.
На попису становништва 1991. године, насељено место Бањ је имало 256 становника, следећег националног састава:
| Попис 1991.‍  | Попис 1991.‍  | Попис 1991.‍ | Попис 1991.‍ | Попис 1991.‍ |
| ------------ | ------------ | ----------- | ----------- | ----------- |
|              |              |             |             |             |
| Хрвати       | Хрвати       |             | 247         | 96,48%      |
| Муслимани    | Муслимани    |             | 4           | 1,56%       |
| Срби         | Срби         |             | 1           | 0,39%       |
| неопредељени | неопредељени |             | 1           | 0,39%       |
| непознато    | непознато    |             | 3           | 1,17%       |
| укупно: 256  |              |             |             |             |